# Ursulahochberg
Ursulahochberg ist ein mit Verordnung vom 18. Juli 1941 durch den damaligen württembergischen Kultminister ausgewiesenes Naturschutzgebiet mit der Nummer 4.029. Bereits im Jahr 1933 wurde das Gelände zu einem Pflanzenschutzgebiet erklärt.

## Lage
Das Naturschutzgebiet befindet sich im Naturraum Mittlere Kuppenalb. Es liegt auf der Hochfläche der Schwäbischen Alb südöstlich der Stadt Pfullingen. Es ist sowohl Teil des FFH-Gebiets Nr. 7521-341 Albtrauf Pfullingen als auch des Vogelschutzgebiets Nr. 7422-441 Mittlere Schwäbische Alb. Das Naturschutzgebiet liegt vollständig im Biosphärengebiet Schwäbische Alb.

## Schutzzweck
Schutzzweck ist die Erhaltung der mageren, einmähdigen Wiese mit ihren artenreichen Pflanzen- und Tiergesellschaften.

## Flora
Am Standort sind u. a. die folgenden Orchideenarten erhalten geblieben: Männliches Knabenkraut, Kleines Knabenkraut, Helm-Knabenkraut, Brand-Knabenkraut, Mücken-Händelwurz.